# نيستور سيرانو
نيستور سيرانو (بالإنجليزية: Nestor Serrano)‏ هو ممثل أمريكي ولد في 5 نوفمبر 1955.

## روابط خارجية
- نيستور سيرانو على موقع IMDb (الإنجليزية)
- نيستور سيرانو على موقع ألو سيني (الفرنسية)
- نيستور سيرانو على موقع ميوزك برينز (الإنجليزية)
- نيستور سيرانو على موقع أول موفي (الإنجليزية)
- نيستور سيرانو على موقع قاعدة بيانات برودواي على الإنترنت (الإنجليزية)
- نيستور سيرانو على موقع قاعدة بيانات الأفلام السويدية (السويدية)
- نيستور سيرانو على موقع إن إن دي بي (الإنجليزية)
- نيستور سيرانو على موقع قاعدة بيانات الفيلم (الإنجليزية)
- نيستور سيرانو على موقع كينوبويسك (الروسية)